# Britt Robertsonová
Britt Robertsonová, celým jménem nepřechýleně Brittany Leanna Robertson (* 18. dubna 1990 Charlotte, Severní Karolína, Spojené státy americké) je americká herečka. V roce 2003 byla nominovaná na cenu Young Artist Award za svojí první roli ve filmu The Ghost Club (2003). Dále si zahrála ve filmech Drže krok se Steinovými (2006), Život podle Dana (2007), Desátý kruh (2008), Mother and Child (2009), Vřískot 4 (2011), The First Time (2012) a Pozdravy ze spermabanky (2013). Objevila se také v několika televizních seriálech: Swingtown (2008), Změna je život (2010–11), Tajemství kruhu (2011–12), Pod kupolí (2013–14), Girlboss (2017) a For the People (2018–19).

## Životopis
Britt se narodila v Charlotte v Severní Karolíně, je dcerou Beverly a Ryane Robertson. Vyrostla v Greenville v Jižní Karolíně. Je nejstarší ze sedmi dětí, má tři bratry a tři sestry. Byla vyučována doma svojí matkou. Když natáčela The Ghost Club, žila pár měsíců v Chesteru v Jižní Karolíně se svými prarodiči Shuler a Jerrym.

## Kariéra
Brittany se poprvé představila před publikem ve svém rodném městě, na pódiu divadla Greenville Little Theater. Ve dvanácti letech začala cestoval do LA a navštěvovala konkurzy do televizních seriálů. První zlom v kariéře přišel s rolí Michelle Seaver ve filmu Potíže růstu: Zase ti Seaverovi. Dále je známá díky roli Cary Burns ve filmu Život podle Dana (2007). Objevila se v seriálu Kriminálka Las Vegas v epizodě "Go to Hell" a získala hostující roli v seriálu stanice CBS Swingtown.
V roce 2008 hrála hlavní postavu ve filmu Desátý Kruh, který byl inspirován novelou Jodi Picoult. V roce 2009 si zahrála malou roli Dj-ky v The Alyson Stoner Project. O rok později získala roli Lux Cassidy v seriálu stanice The CW Změna je život. Později v roce 2010 si zahrála Allie Pennington ve televizním filmu stanice Disney Avalonská střední.
Roli Cassie Blake v seriálu stanice CW Tajemství kruhu získala v roce 2011. Seriál byl zrušen v roce 2012 po první sérii. Ten samý rok se objevila ve filmu The First Time.
V roce 2013 byla Britt obsazena do role Angie v seriálu stanice CBS Pod kupolí. V tom samém roce získala roli ve filmu Pozdravy ze spermabanky. Po boku George Clooneyho a Huga Laurieho si zahrála ve filmu Země zítřka.
V roce 2015 se objeví ve filmu inspirován knihou Nicholase Sparkse Nejdelší jízda, po boku Scotta Eastwooda. V roce 2017 si zahrála hlavní roli Sophii v netflixovém komediálním seriálu Girlboss.

## Osobní život
V roce 2010 chodila s hercem Loganem Hendersonem. Od roku 2011 chodila s hercem Dylanem O'Brienem, s nímž se seznámila při natáčení filmu The First Time. Dvojice se rozešla v roce 2018. Dne 8. dubna 2023 se v Los Angeles provdala za svého partnera Paula Floyda.

## Filmografie

### Film
| Rok           | Název                            | Role             | Poznámky            |
| ------------- | -------------------------------- | ---------------- | ------------------- |
| 2003          | The Ghost Club                   | Carrie           |                     |
| 2003          | One of Them                      | Malá Elizabeth   |                     |
| 2004          | The Last Summer                  | Beth             |                     |
| 2006          | Držet krok se Steinovými         | Ashley Grunwald  |                     |
| 2007          | Náš přítel Frank                 | Anna York        |                     |
| 2007          | Život podle Dana                 | Cara             |                     |
| 2008          | Prokletí                         | Claire           |                     |
| 2009          | The Alyson Stoner Project        | DJ B-Rob         |                     |
| 2009          | Mother and Child                 | Violet           |                     |
| 2010          | Cherry                           | Beth             |                     |
| 2010          | Triple Dog                       | Chapin Wright    |                     |
| 2011          | Vřískot 4                        | Marnie Cooper    |                     |
| 2011          | Domácí záležitosti               | Kelly Burnett    |                     |
| 2012          | The First Time                   | Aubrey Miller    |                     |
| 2013          | White Rabbit                     | Julie            |                     |
| 2013          | Pozdravy ze spermabanky          | Kristen          |                     |
| 2014          | Ask Me Anything                  | Katie Kampenfelt |                     |
| 2014          | Dort                             | Becky            |                     |
| 2015          | Země zítřka                      | Casey Newton     |                     |
| 2015          | Nejdelší jízda                   | Sophia Danko     |                     |
| 2016          | Svátek matek                     | Kristin          |                     |
| 2016          | Pan Church                       | Charlotte        |                     |
| 2016          | Jack Goes Home                   | Cleo             |                     |
| 2017          | Psí poslání                      | Hannah           |                     |
| 2017          | Vesmír mezi námi                 | Tulsa            |                     |
| 2019          | Little Fig                       | dívka z údolí    | krátkometrážní film |
| 2020          | Dokud jsi se mnou                | Melissa Henning  |                     |
| 2020          | Books of Blood                   | Jenna            |                     |
| 2021          | A Mouthful of Air                | Rachel Davis     |                     |
| bude oznámeno | The Re-Education of Molly Singer | Molly Singer     |                     |

### Televize
| Rok       | Název                                     | Role                             | Poznámky                                            |
| --------- | ----------------------------------------- | -------------------------------- | --------------------------------------------------- |
| 2000      | Sheena                                    | Malá Sheena                      | díl „Buried Secrets“                                |
| 2001      | Power Rangers Time Force                  | Tammy                            | díl „Uniquely Trip“                                 |
| 2004      | Tangled Up in Blue                        | Tula                             | TV film                                             |
| 2004      | Potíže růstu: Zase ti Seaverovi           | Michelle Seaver                  | TV film                                             |
| 2005–2006 | Freddie                                   | Mandy                            | díly „Halloween“ a „Freddie and the Hot Mom“        |
| 2006      | Women of a Certain Age                    | Doria                            | TV film                                             |
| 2006      | Jesse Stone: Nový začátek                 | Michelle Genest                  | TV film                                             |
| 2007      | The Winner                                | Vivica                           | pilotní díl                                         |
| 2007      | Kriminálka Las Vegas                      | Amy Macalino                     | díl „Go to Hell“                                    |
| 2008      | Desátý kruh                               | Trixie Stone                     | TV film                                             |
| 2008      | Swingtown                                 | Samantha Saxton                  | vedlejší role, 13 dílů                              |
| 2008      | Zákon a pořádek: Útvar pro zvláštní oběti | Christina „Tina“ Divola Bernardi | díl „Babes“                                         |
| 2009      | Zákon a pořádek: Zločinné úmysly          | Kathy Devildis                   | díl „Family Values“                                 |
| 2009      | Transplantační jednotka                   | Brenda Stark                     | díl „Good Intentions“                               |
| 2010–2011 | Změna je život                            | Lux Cassidy                      | hlavní role, 26 dílů                                |
| 2010      | Avalonská střední                         | Allie Pennington                 | TV film                                             |
| 2011–2012 | Tajemství kruhu                           | Cassie Blake                     | hlavní role, 22 dílů                                |
| 2013–14   | Pod kupolí                                | Angie McAlister                  | 1.–2. řada (hlavní role, 14 dílů; hostující, 1 díl) |
| 2016      | Casual                                    | Fallon                           | vedlejší role, 4 díly                               |
| 2017      | Girlboss                                  | Sophia Amorusu                   | hlavní role, 13 dílů                                |
| 2018      | Na vlásku: Seriál                         | Vex (hlas)                       | 3 díly                                              |
| 2018–2019 | For the People                            | Sandra Bell                      | hlavní role, 20 dílů                                |
| 2020      | Little Fires Everywhere                   | Rachel                           | díl: „The Uncanny“                                  |
| 2020      | Kappa Kappa Die                           | Jodi                             | TV speciál                                          |
| 2021      | Big Sky                                   | Cheyenne Kleinsasser             | vedlejší role, 6 dílů                               |

## Ocenění a nominace
| Rok  | Ocenění                      | Kategorie                                                                                     | Práce            | Výsledek  |
| ---- | ---------------------------- | --------------------------------------------------------------------------------------------- | ---------------- | --------- |
| 2004 | Young Artist Awards          | nejlepší herecký výkon mladé herečky v hlavní roli: TV film, minisérie nebo televizní speciál | The Ghost Club   | nominace  |
| 2014 | Filmový festival v Bostonu   | nejlepší herečka ve vedlejší roli                                                             | White Rabbit     | vítězství |
| 2014 | Filmový festival v Nashvillu | nejlepší herečka v hlavní roli                                                                | Ask Me Anything  | vítězství |
| 2015 | CinemaCon Award              | Hvězda zítřka                                                                                 | Země zítřka      | vítězství |
| 2015 | Teen Choice Awards           | nejlepší filmová herečka: sci-fi/fantasy                                                      | Země zítřka      | nominace  |
| 2015 | Teen Choice Awards           | nejlepší filmová herečka: drama                                                               | Nejdelší jízda   | nominace  |
| 2016 | Teen Choice Awards           | nejlepší filmová herečka: teenagerský film                                                    | Vesmír mezi námi | nominace  |